# 193-тє крило спеціальних операцій (США)
193-тє крило спеціальних операцій (США) (англ. 193d Special Operations Wing) — військове формування, авіаційне крило резерву сил спеціальних операцій Повітряних сил США. Організаційно входить до складу Повітряних сил Національної гвардії штату Пенсільванії та Командування спеціальних операцій Повітряних сил США для забезпечення різнорідних спеціальних операцій.
Авіакрило веде свою історію з 1964 року, коли частина була заснована як 140-ва авіатранспортна група Повітряних сил, що з 1 червня 1995 року стала йменуватись 193-м крилом спеціальних операцій.
Основним пунктом постійної дислокації авіаційного крила є міжнародний аеропорт Гаррісберг у столиці штату Пенсільванія.

## Склад
- 193-тя ескадрилья спеціальних операцій;
- 193-тя ескадрилья підтримки спеціальних операцій;
- 112-та ескадрилья повітряних операцій;
- 201-ша ескадрилья «Ред Хорс»;
- 203-й підрозділ досліджень погоди;
- 211-та ескадрилья інженерних інсталяцій;
- 271-ша бойова ескадрилья забезпечення зв'язку;
- 148-ма ескадрилья підтримки повітряних операцій;
- 553-й оркестр Повітряних сил.